# Charianthus alpinus
Charianthus alpinus là một loài thực vật có hoa trong họ Mua. Loài này được (Sw.) R.A. Howard mô tả khoa học đầu tiên năm 1972.